# Cós
Cós, oder auch Coz geschrieben, ist ein Ort und eine ehemalige portugiesische Gemeinde (Freguesia) im Kreis Alcobaça im Distrikt Leiria und in der historischen Provinz Estremadura gelegen. Sie ging im Rahmen einer Gemeindereform im Jahre 2013 in den Gemeindeverband União das Freguesias de Cós, Alpedriz e Montes auf. Die Gemeinde hatte 1901 Einwohner (Stand 30. Juni 2011) und umfasste eine Fläche von 15,9 km². Sie war eine der 13 Städte der Coutos de Alcobaça, dem weltlichen Herrschaftsgebiet der Abtei von Alcobaça. In ihr lag das 1834 aufgegebene Zisterzienserkloster Santa Maria von Cós für Frauen.

## Geografie
Cós liegt etwa acht km nördlich von Alcobaça und 14 km von der Hafenstadt Nazaré entfernt, am Rande des Pinhal de Leiria, einem im 14. Jahrhundert von König Dinis I. (1261–1325) zur Befestigung von Wanderdünen angelegten Waldgebiet. Zur Gemeinde gehörten 12 weitere Ortschaften und Weiler, wie Póvoa, Castanheira, Casal da Areia und Casalinho. In Casal Areira hat sich im letzten Jahrzehnt ein modernes Industriegebiet entwickelt.

## Geschichte

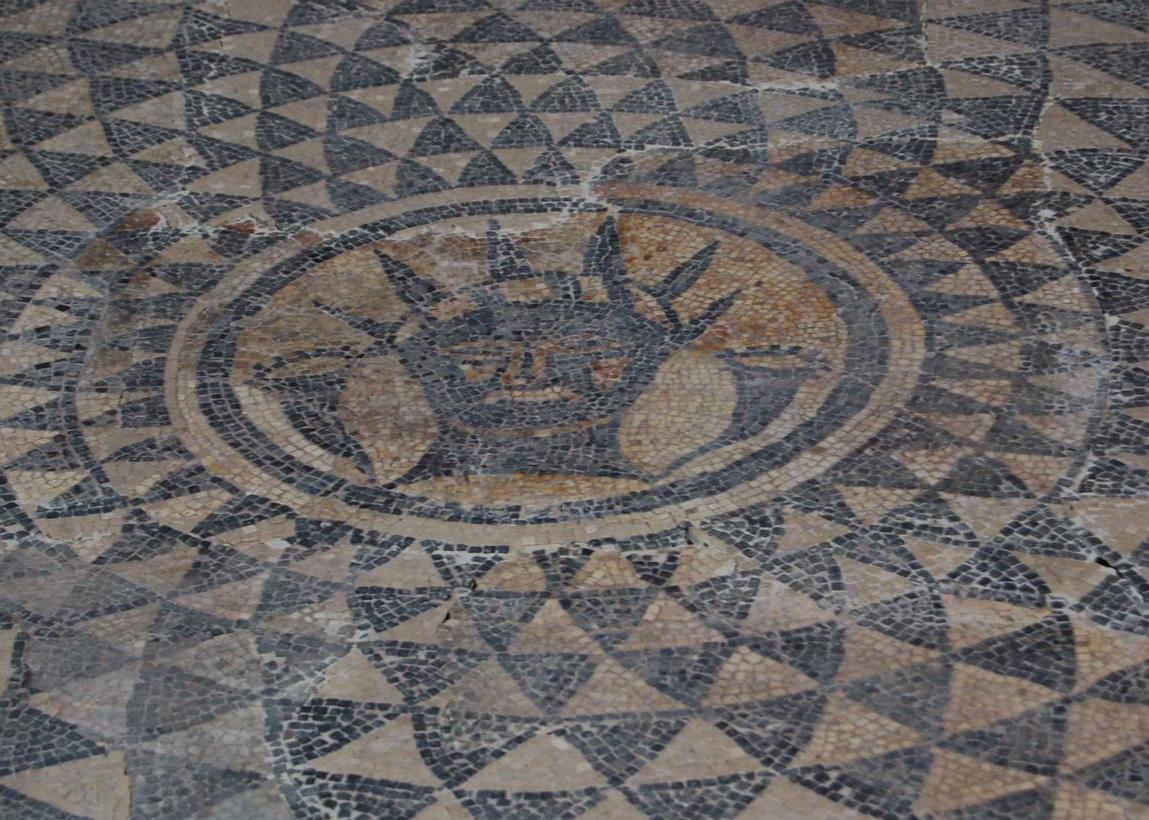
König von Póvoa de Cós, römisches Mosaik

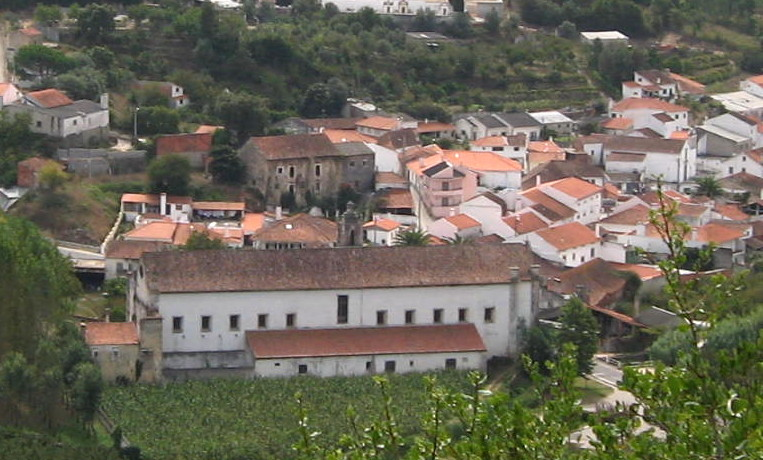
Ehemalige Klosterkirche von Cós

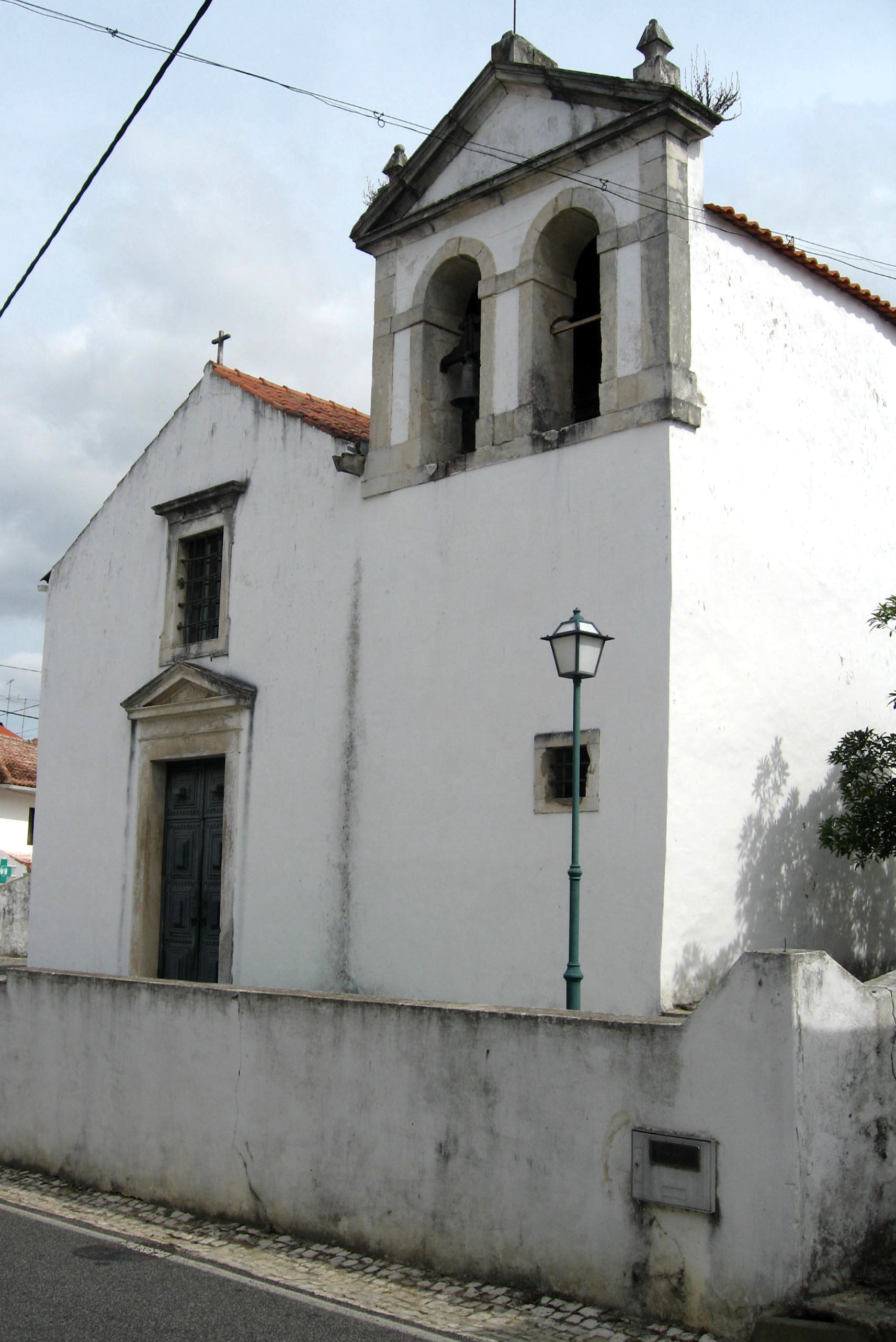
Kirche Sante Eufêmia

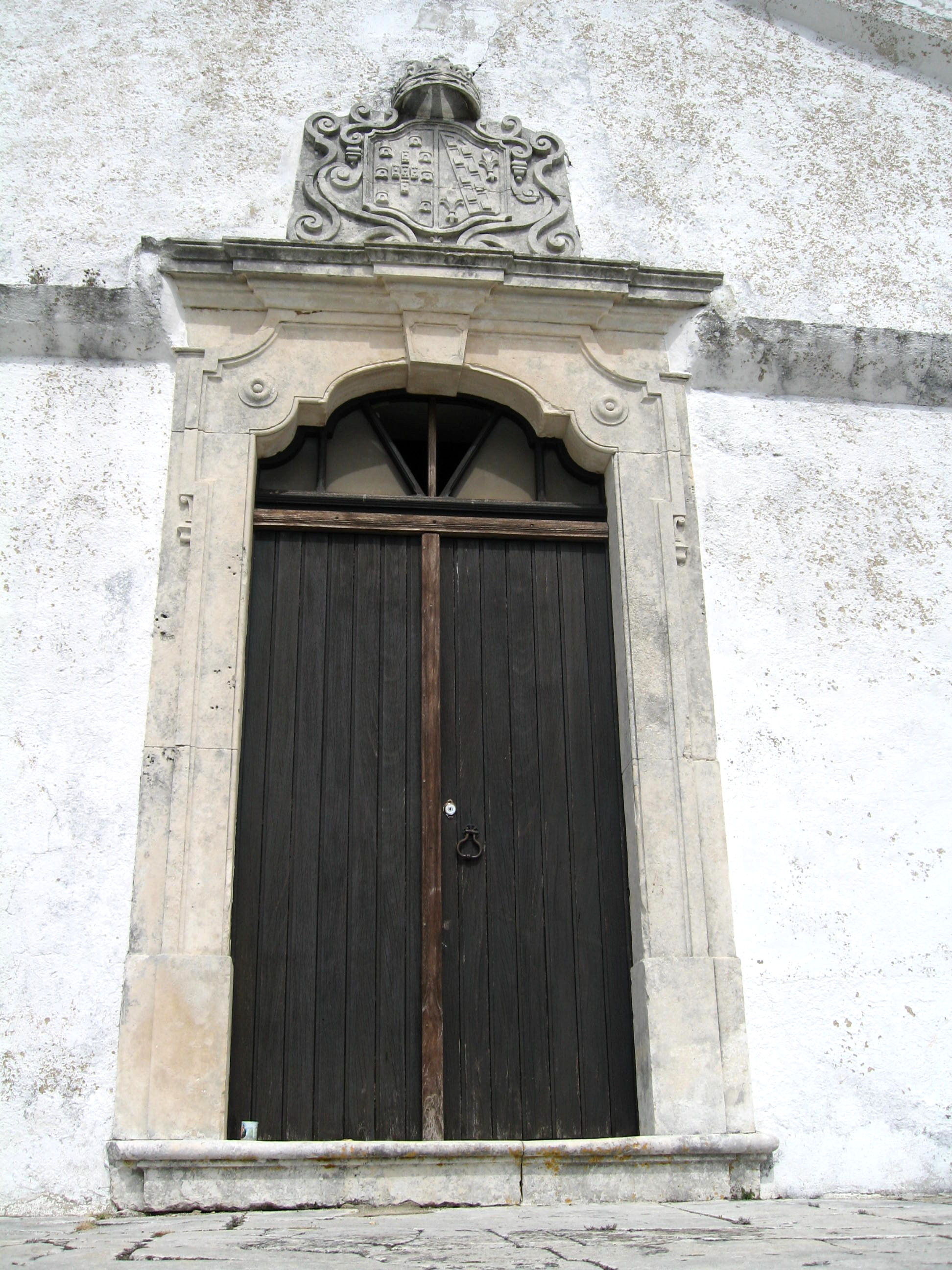
Portal mit gekreuztem Wappen

### Historische Lage
Cós liegt heute etwa sieben km Luftlinie entfernt vom Atlantik, in historischer Zeit jedoch, vermutlich noch bis zum Beginn des Mittelalters, reichte bis zu ihrer heutigen Ortschaft Póvoa die südlich von Nazaré, damals Pederneira, ausgehende schiffbare Lagune von Pederneira, die gänzlich erst im 18. Jahrhundert verlandete. Es wird angenommen, dass Póvoa de Cós [9] auf eine Gründung der Phönizier im 8. Jahrhundert v. Chr. zurückgeht und für den Namen die in der südlichen Ägäis liegende nunmehr griechische Insel Kos in dem Dodekanes Pate gestanden habe. Die strategische Bedeutung der ehemaligen Lagune von Pederneira und der sich südlich anschließenden nur durch eine Landbrücke getrennt gewesenen Lagune von Alfeizerão für die frühe Schifffahrt im Atlantischen Ozean wird auch durch die erste urkundliche Erwähnung dieser Lagunen und der atlantischen Küste diese Teiles der iberischen Halbinsel überhaupt bei dem römischen Schriftsteller und Poeten Rufus Festus Avienus in seinem Werk Ora maritima um 350 n. Chr. bestätigt.

### Römische Zeit
Auf die Besiedlung in römischer Zeit weisen mehrere Funde am Rande der früheren Lagune in der Ortschaft Póvoa hin, wie die Reste einer römischen Befestigungsanlage. Sie wurde im 9. Jahrhundert zum Schutze gegen die von See aus erfolgenden Überfälle der Wikinger wieder aufgebaut, ist dann aber im Laufe der Jahrhunderte verschwunden, heute sind nur die Reste der Fundamente nachweisbar. Eine Römerstraße, die sogenannte Estrada Oceânica (Straße de Ozeans) führte von Colipo (São Sebastião do Freixo bei Leiria) nach Eburobritium (nahe dem heutigen Óbidos) und weiter nach Olisipo (Lissabon) entlang den Lagunen von Pederneira und Alfeizerão und passierte auch Cós. Von dieser Straße zeugt in der Nachgemeinde Alpedriz noch eine Römerbrücke. 1902 wurden in Pedrogão bei Póvoa römische Mosaike entdeckt, vermutlich aus dem zweiten Jahrhundert nach Christus, die mittlerweile im Archäologischen Nationalmuseum in Lissabon aufbewahrt werden. Sie sind bekannt unter dem Namen Mosaike des Apollos oder auch Mosaike des Königs von Cós. Sie stellen in ihrem Zentrum ein gekröntes Haupt dar. Auch die der Heiligen Euphemia gewidmete heutige Pfarrkirche (Igreja da Santa Eufémia) geht nach Auffassung einiger Archäologen auf einen römischen Tempel zu Ehren der griechischen Göttin Iris zurück, deren Farben die des Regenbogens (der auf Portugiesisch ebenfalls iris heißt) sind. Dazu wird die Meinung vertreten, das sich der Iris-Kult nach Ankunft des Christentums in der Verehrung der christlichen Heiligen Euphemia fortgesetzt habe.

### Herrschaft der Abtei von Alcobaça
In der Urkunde von König Afonso Henriques, mit der er im Jahre 1153 das zwischen dem Gebirge Serra dos Candeeiros und dem Atlantik liegende knapp 500 km² große im Rahmen der Reconquista gerade erst von den Mauren befreite Gebiet an Bernhard von Clairvaux, dem Abt des Zisterzienserklosters Clairvaux schenkt, wird Còs (dort Coz geschrieben) bereits ausdrücklich erwähnt. Die Gegend soll aber aufgrund der Befreiungskämpfe weitgehend entvölkert gewesen sein, so dass die Mönche schon in der Mitte des 13. Jahrhunderts dort Meierhöfe zur Wiederbesiedlung gründeten. 1279 wurde vom Abt von Alcobaça, Dom Fernando, in Vollzug einer testamentarischen Anordnung von König Sancho II. (1204–1248) das Frauenkloster Santa Maria de Cós gegründet. Ein erster Freibrief für Cós liegt aus dem Jahre 1301 vor. Im Rahmen der allgemeinen Stadtreform von König Manuel I. (1469–1521) erhielt auch Cós 1514 ein neues Stadtrecht mit Selbstverwaltung und einer eigenen niederen Gerichtsbarkeit. Von dem in symbolischer Anerkennung der fortbestehenden Jurisdiktion der Abtei von Alcobaça, denen die Stadt auch weiterhin tributpflichtig blieb, aufgestellten Schandpfahl (portugiesisch pelourinho, arme-Sünder-Säule) ist indessen bis auf dem in Privatbesitz gelangten Kapitell nichts mehr geblieben. Wahrscheinlich reichte die Lagune von Pedereira zum Zeitpunkt der Gründung der Abtei von Alcobaça nicht mehr bis Cós, so dass die Stadt von der Bewirtschaftung der Lagune durch Gewinnung von Salz und der Fischerei nicht mehr profitierte. Einen Aufschwung erlebte sie dann aber ab dem 16. Jahrhundert, als nach förmlicher Anerkennung des Frauenklosters von Cós durch die Kongregation des Zisterzienserordens in Citeaux im Jahre 1532 das Frauenkloster aufgewertet wurde. Nunmehr gewann das Kloster, dem bis zu 160 Nonnen angehörten, eigene Bedeutung. Neben dem Neubau des Klosters wurden auch eine Vielzahl von Kirchen erneuert oder erstmals in Cós errichtet.

### Kirche der Heiligen Eufémia
Die Kirche (Igreja da Santa Eufémia) geht in ihrer heutigen Form auf einen im 16. Jahrhundert errichteten Bau zurück. Es handelte sich dabei um die frühere Igrjea da Misericórdia (Barmherzigkeitskirche), die etwa ab dem 16. Jahrhundert jede zu den Coutos de Alcobaça gehörende Stadt zusammen mit weiteren ersten Einrichtungen der allgemeinen Wohlfahrtspflege wie ein Hospital und ein Armenhaus besaß. Es wird aber angenommen, dass es schon einen Vorgänger der Kirche in Form einer Kapelle aus dem 12. Jahrhundert, wahrscheinlich erstmals von 1180, gab.

### Ermida de Bom Jesus do Calvário oder da Santa Rita
Im Jahr 1615 errichtete ein Mönch der Abtei Alcobaça, Bruder Cistovão Rosário, oberhalb vom Frauenkloster auf einem landschaftlich reizvollen Punkt, von dem aus man weit über Land und Meer blicken kann, eine Kapelle, die Ermida do Bom Jesus do Calvário de Cós (Kapelle von Jesus vom Kalvarienberg von Cós), nachdem sich ein Kruzifix, nachdem es dort mehrmals verschwunden sein soll, als wundertätig erwiesen habe. Die Kapelle, deren Hauptaltar dem wundertätigen Kruzifix geweiht wurde, besitzt auch zwei Nebenaltäre, von dem der eine der Heiligen Rita geweiht wurde, nach der die Kapelle heute im Volksmund benannt wird. Zu der Kapelle führt eine steile Treppe hinauf, ein ursprünglicher Kreuzweg, der vor einem mit dem zusammengefügten Wappen der portugiesischen Könige und der Abtei von Alcobaça gekrönten Portal endet.

### Capella Nossa Senhora da Graça
In Póvoa findet sich die aus dem 16. Jahrhundert stammende Kapelle Nossa Senhora da Graça (Unserer Lieben Frau des Dankes), die von einem erfolgreichen Sohn der Stadt, Pêro Neto, gegründet wurde. Er bekleidete mehrere Ämter im Königreich und auch in der Kolonialverwaltung der indischen Stützpunkte Portugals und förderte den Ausbau der Wohlfahrtseinrichtungen Lissabons. Mit der Stiftung der Kapelle verband er auch laufende Zahlungen aus seinem Vermögen und späteren Nachlass, womit lange Zeit das Kloster von Cós unterstützt wurde.

### Weitere Monumente
Drei Kilometer vom Sitz der Gemeinde entfernt befindet sich ein der Legende nach wundertätiger Brunnen (der Fonte Santa), wo 1601 eine ältere Dame (namens Catarina Annes) erschienen sein soll. Diesem Ereignis zu Ehren wurde in zwei Kilometer Entfernung die Kirche Santuário de Nossa Senhora da Luz (Heiligtum unserer Lieben Frau vom Licht) errichtet. In der Ortschaft Castanheira befindet sich eine aus dem 17./18. Jahrhundert stammende Kapelle Santa Marta.

## Neuzeit

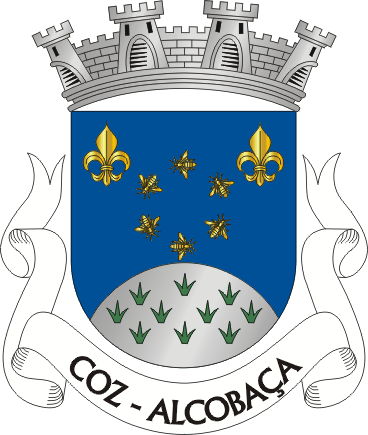
Das Wappen der ehemaligen Freguesia

Mit der 1834 von Königin Maria II. verfügten Schließung aller Klöster in Portugal wurden auch die Klöster von Alcobaça und Cós samt dem Herrschaftsgebiet der Abtei aufgelöst. Cós verlor als Stadt und Kreis seine Selbständigkeit und ging in den neugebildeten Kreis Alcobaça auf. Die Wirtschaft wird durch Landwirtschaft und Fruchtanbau geprägt, aber auch durch Keramik- und Glas-, Holz- und Möbel-, Plastik-, Textil- und Lebensmittelindustrie, die sich vor allem in den letzten 25 Jahren in einem Industriepark im Ortsteil Casal Areira angesiedelt hat.
Am 29. September 2013 wurden die Freguesias Coz, Montes und Alpedriz zur neuen Freguesia União das Freguesias de Cós, Alpedriz e Montes zusammengefasst. Coz ist Sitz dieser neu gebildeten Freguesia.